# Nygmatonchus bicoronatus
Nygmatonchus bicoronatus är en rundmaskart som först beskrevs av Christian Wieser 1959.  Nygmatonchus bicoronatus ingår i släktet Nygmatonchus och familjen Chromadoridae. Inga underarter finns listade i Catalogue of Life.